# Судзуки, Хироси (пловец)
Хироси Судзуки (яп. 鈴木 弘 Судзуки Хироси, род. 18 сентября 1933) — японский пловец, двукратный призёр Олимпийских игр 1952 года, двукратный чемпион Азиатских игр.
Хироси Судзуки родился в 1933 году в префектуре Айти.
В 1952 году на Олимпийских играх в Хельсинки Судзуки завоевал серебряные медали на дистанции 100 м вольным стилем (золото досталось американцу Кларку Скоулзу), а также в эстафете 4×200 м вольным стилем. В 1954 году он завоевал золотую медаль Азиатских игр в Маниле на дистанции 100 м вольным стилем. В 1956 году он принял участие в Олимпийских играх в Мельбурне, но в эстафете японские пловцы стали лишь 4-ми, а на дистанции 100 м вольным стилем он даже не дошёл до финала.